# Crateromys paulus
Crateromys paulus — хмарний пацюк, відомий за єдиним екземпляром, придбаним на острові Ілін на Філіппінах. Це пухнастий пацюк із пухнастим хвостом, який, можливо, виліз з дупла дерева вночі, щоб поживитися фруктами та листям. Зразок, зібраний 4 квітня 1953 року, був представлений до Національного музею природної історії у Вашингтоні, округ Колумбія. Оскільки немає доказів того, що один зразок походить з острова Ілін, пошуки зараз зосереджені на прилеглому Міндоро. Надії на те, що його можна буде знову відкрити, спонукали МСОП покращити його статус із «можливо вимерлого» (EX?) у 1994 році на «критично зникаючий» (CR) у 1996 році до поточного браку даних (DD) з 2008 року.